# Raymond Gunemba
Raymond Gunemba (ur. 10 grudnia 1989) – papuaski piłkarz grający na pozycji napastnika.

## Kariera klubowa
Karierę piłkarską Gunemba rozpoczął klubie Morobe Kumuls w 2007. Kolejny jego klubem była Rapatona Tigers, w której grał w latach 2008–2010. W 2010 przeszedł do Hekari United. Wraz z Hekari dwukrotnie wywalczył mistrza Papui-Nowej Gwinei w 2011 i 2012.

## Kariera reprezentacyjna
W reprezentacji Papui-Nowej Gwinei Gunemba zadebiutował 2 czerwca 2012 w przegranym 0-1 meczu z Wyspami Salomona w Pucharze Narodów Oceanii 2012, który był jednocześnie częścią eliminacji Mistrzostw Świata 2014.